# Pseudicius mikhailovi
Pseudicius mikhailovi là một loài nhện trong họ Salticidae.
Loài này thuộc chi Pseudicius. Pseudicius mikhailovi được Jerzy Prószyński miêu tả năm 2000.